# 座頭市の歌が聞える
『座頭市の歌が聞える』（ざとういちのうたがきこえる）は、1966年の日本映画。監督は田中徳三、勝新太郎の代表作、座頭市シリーズの第13作。

## 概要
第1作より満を持しての再登場となる天知茂との対決を見ることができる本作。タイトルとは裏腹に、本作で座頭市自身は歌を歌わないが、道中で出会う琵琶法師による一曲のシーンが美しく際立つ。

## あらすじ
やくざを引き連れた浪人に襲われた男・為吉に行き会った座頭市。死ぬ間際の為吉から大金の入った財布を「太一に」と渡すよう頼まれる。翌日街道で出会った不思議な琵琶法師に誘われて、上州一宮宿へ向かうことになった。そこで立ち寄った茶店を営む老女と少年は、昨夜出会った為吉の母と彼の息子であることが判明する。一宮は平和な宿場町であったが、最近やってきた板鼻の権蔵一家がのさばるようになり、その支配に屈しないでいるのは、太一の祖母の茶店を含む数軒となった。太一と老女を守るため、権蔵一家と争うこととなった市。そこへ例の浪人が一宮へやって来る。黒部玄八郎というその浪人は、3年前に逃げた女房を探し、この一宮にたどり着いたのだった。彼の女房はお蝶という名で女郎屋で働く身となっており、その身請けの50両を稼ぐため、黒部は権蔵親分から座頭市を倒す仕事を引き受けるのだった。

## スタッフ
- 企画：久保寺生郎
- 原作：子母沢寛
- 脚本：高岩肇
- 監督：田中徳三
- 撮影：宮川一夫
- 美術：西岡善信
- 音楽：伊福部昭
- 編集：菅沼完二

## キャスト
- 座頭市：勝新太郎
- 黒部玄八郎：天知茂
- お蝶：小川真由美
- 板鼻の権蔵：佐藤慶
- 琵琶法師：浜村純
- おかん：吉川満子
- お露：小村雪子
- 弥兵衛：水原浩一
- 太一：町田政則
- お春：東三千
- 半次：伊達三郎
- 虎松：堀北幸夫
- 為吉：木村玄
- 金兵衛：玉置一恵
- 亀五郎：藤川準
- 伝八：西岡弘善
- 一膳飯屋の爺さん：石原須磨男
- 高崎のやくざ：黒木英男、薮内武司
- 亀五郎の女房：谷口和子

## 併映作品
- 『若親分乗り込む』: 井上昭監督